# Rudimental
A Rudimental 2010-ben Hackney-ben alapított brit együttes.

## Története
2011 márciusában jegyezték első megjelenésüket a Deep in the Valley single-lel, de ugyanebben az évben adták ki az Adiyam-mal közös Speedinget is. Az MNEK és Syron közreműködésével készült Spoons a következő év februárjában már a Feel the Love érkezését készítette elő, amely 2012 áprilisában robbant be, és lett a 2012-es nyár legpörgősebb és legtöbbet idézett elektronikus zenei anyaga. Nagy-Britanniában a slágerlisták élére tört, de a világ számos országában ostromolta a csúcsokat, single kiadása az Egyesült Királyságban és Új-Zélandon egyszeres, míg Ausztráliában háromszoros platina minősítést kapott. A szám felkerült a kollektíva 2013 áprilisában debütáló albumára, a szintén nagysikerű, csak az Egyesült Királyságban több mint háromszázezer példányban eladott HOME-re. A lemezről a Waiting All Night szinte majdnem azonos utat járt be, mint a Feel the Love, de a Not Giving In és a Right Here is óriásit szólt.
A debütáló albumuk borítóján szereplő épület a ‘Peace Mural’ nevet viselő utcai freskót ábrázolja. A kelet-londoni Hackney városrészből származó zenekar nemrég 10 000 fontot adományozott a helyi városvezetésnek, hogy a freskó a jelenlegi állapotában maradhasson fenn az utókor számára.
A WAITING ALL NIGHT klipjét már több mint 100 milliószor nézték meg a YouTube-on. A szám több mint ötperces videója valós történetet mutat be: egy súlyos biciklis balesetben a lábait elvesztő amerikai színész, rendező, sportoló, KURT YAEGER lábadozását követhetjük végig.
A Feel the Love klipjét Philadelphia legszegényebb negyedében vették fel, a videóban látható városi cowboyok nehéz sorsú, a társadalom perifériájára szorult kamaszok, akiket a Fletcher Street-i Városi Lovasklub segített kimászni a gödörből.

## Tagok
- Piers Agget
- Kesi Dryden
- Amir Amor
- DJ Locksmith

## Diszkográfia

### Albumok
| Év   | Album                                                                                | Toplistás helyezések | Toplistás helyezések | Toplistás helyezések | Toplistás helyezések | Toplistás helyezések | Toplistás helyezések | Toplistás helyezések | Toplistás helyezések | Toplistás helyezések | RIAA-minősítés                  |
| Év   | Album                                                                                | UK                   | AUS                  | AUT                  | BEL (FL)             | IRE                  | NL                   | NZ                   | SCO                  | SWI                  | RIAA-minősítés                  |
| ---- | ------------------------------------------------------------------------------------ | -------------------- | -------------------- | -------------------- | -------------------- | -------------------- | -------------------- | -------------------- | -------------------- | -------------------- | ------------------------------- |
| 2013 | Home - Megjelent: 2013. április 29. - Kiadó: Warner Music - Formátum: CD             | 1                    | 2                    | 56                   | 23                   | 5                    | 41                   | 2                    | 1                    | 34                   | - UK: Platina - AUS: Aranylemez |
| 2015 | We the Generation - Megjelent: 2015. október 2. - Kiadó: Warner Music - Formátum: CD |                      |                      |                      |                      |                      |                      |                      |                      |                      |                                 |

### Kislemezek
| Év   | Cím                                                               | Album                 | UK | UK Dance | AUS | AUT | BEL (FL) | GER | IRE | NL | NZ | SCO |
| ---- | ----------------------------------------------------------------- | --------------------- | -- | -------- | --- | --- | -------- | --- | --- | -- | -- | --- |
| 2011 | Deep in the Valley (featuring MC Shantie)                         | Non-album singles     | —  | —        | —   | —   | —        | —   | —   | —  | —  | —   |
| 2011 | Speeding (featuring Adiyam)                                       | Non-album singles     | —  | —        | —   | —   | —        | —   | —   | —  | —  | —   |
| 2012 | Spoons (featuring MNEK and Syron)                                 | Home                  | —  | —        | —   | —   | —        | —   | —   | —  | —  | —   |
| 2012 | Feel the Love (featuring John Newman)                             | Home                  | 1  | 1        | 3   | 14  | 2        | 59  | 26  | 2  | 4  | 1   |
| 2012 | Not Giving In (featuring John Newman and Alex Clare)              | Home                  | 14 | 1        | 12  |     | 54       |     | 54  | 71 | 11 | 16  |
| 2013 | Waiting All Night (featuring Ella Eyre)                           | Home                  | 1  | 1        | 6   | 37  | 13       |     | 4   | 26 | 9  | 2   |
| 2013 | Right Here (featuring Foxes)                                      | Home                  | 14 | 4        | 29  |     | 59       |     |     |    |    | 19  |
| 2013 | Free (featuring Emeli Sandé)                                      | Home                  | 26 | 6        | 5   | 41  | 36       | 38  | 9   |    | 5  | 32  |
| 2014 | Powerless (featuring Becky Hill)                                  | Home                  | 73 | 19       |     |     |          |     |     |    |    |     |
| 2014 | Give You Up (featuring Alex Clare)                                | Home (Deluxe Edition) |    |          |     |     |          |     |     |    |    |     |
| 2014 | Pompeii" / "Waiting All Night (with Bastille featuring Ella Eyre) | Non-album single      | 21 |          |     |     |          |     | 42  |    |    | 24  |
| 2015 | Bloodstream (with Ed Sheeran)                                     | We the Generation     | 2  |          |     |     | 32       |     | 13  | 98 | 2  | 2   |
| 2015 | Never Let You Go (featuring Foy Vance)                            | We the Generation     | 29 | 7        | 54  |     | 79       |     | 74  |    |    | 28  |
| 2015 | I Will For Love (featuring Will Heard)                            | We the Generation     | 14 | 4        | 29  |     | 59       |     |     |    |    | 19  |

### Remixek
| Cím              | Év   | Művész      | Kiadó             | Album            |
| ---------------- | ---- | ----------- | ----------------- | ---------------- |
| Lego House       | 2011 | Ed Sheeran  | Warner Music      | +                |
| Drunk            | 2012 | Ed Sheeran  | Warner Music      | +                |
| Bada Bing        | 2012 | Benny Banks | 679               | Non-Album single |
| Express Yourself | 2012 | Labrinth    | Syco              | Electronic Earth |
| Hush Little Baby | 2012 | Wretch 32   | Ministry of Sound | Black and White  |
| Happier          | 2012 | Paper Crows | Warner            | Build EP         |

## Fordítás
- Ez a szócikk részben vagy egészben  a   Rudimental című angol Wikipédia-szócikk fordításán alapul.  Az eredeti cikk szerkesztőit annak laptörténete sorolja fel. Ez a jelzés csupán a megfogalmazás eredetét és a szerzői jogokat jelzi, nem szolgál a cikkben szereplő információk forrásmegjelöléseként.
- Ez a szócikk részben vagy egészben  a   Rudimental discography című angol Wikipédia-szócikk fordításán alapul.  Az eredeti cikk szerkesztőit annak laptörténete sorolja fel. Ez a jelzés csupán a megfogalmazás eredetét és a szerzői jogokat jelzi, nem szolgál a cikkben szereplő információk forrásmegjelöléseként.